# 永禄九年の政変
永禄九年の政変（えいろくくねんのせいへん）は永禄9年（1566年）の11月頃に能登国の守護家畠山氏（七尾畠山家）で起こった政変である。能登畠山家の重臣である長続連・遊佐続光ら（畠山七人衆）によって、当主であり能登守護でもあった畠山義綱とその父の畠山義続（入道して徳祐）らが追放された出来事。

## 概要
能登畠山家は7代目・畠山義総の時代に最盛期を迎えたが、その後は俗に畠山七人衆とも呼ばれた重臣の台頭もあって、権限を弱められた8代以降の当主は重臣たちの傀儡となる。そこで主権の回復を図る9代目・畠山義綱は、七人衆の中心人物であった温井総貞を暗殺し、これがきっかけで起こった温井氏・三宅氏らの内乱も鎮圧した（弘治の内乱）。力を削がれた七人衆はこれを挽回するため、1566年、義綱と父・義続、近臣飯川光誠らを共に追放する。これを永禄九年の政変という。
追放された義綱は、婚姻関係にあった近江六角氏を頼って、その領地であった坂本に逃れた。1568年には六角氏や上杉氏、神保氏の協力を得て、能登奪回のための兵を起こすが失敗した。その後も何度か動きはあったが、結局、義綱の復権は叶わなかった。
続連らは、義綱の嫡子畠山義慶（まだ元服前で当時は幼名の次郎を名乗っていた）を擁立し、傀儡とした。また、義綱によって追放されていた温井・三宅両家の帰参を認めた。
その後、能登畠山家は、1577年の七尾城の戦いによる滅亡まで長続連や遊佐続光による幼君を擁立した傀儡状態が続くこととなった。